# Sângeru
Sângeru község Prahova megyében, Munténiában, Romániában.  A hozzá tartozó települések: Butuci, Mireșu Mare, Mireșu Mic, Piatra Mică és Tisa.

## Fekvése
A megye keleti részén található, a megyeszékhelytől, Ploieşti-től, negyvennégy kilométerre északkeletre, a Cricovul Sărat és a Cricovul Dulce folyók valamint a Saratica, Calugarel és Salcia patakok mentén.

## Történelem
Helyi legendák szerint a település magja egy veresgyűrű som (románul: sânger) körül alakult ki, és innen ered a település neve. Ezen a néven 1750-ből származó dokumentumokban szerepel először a település.
Matei Basarab havasalföldi fejedelem 1652. július 25-én, az Apostolache kolostorhoz címzett leveléből lehet következtetni, hogy a mai Sângeru régi neve Fundeni volt.
1831-es évkönyv szerint Havasalföld Saak-Székely megyéjének a része volt, ezen okirat megemlíti, hogy ekkor a településen 100 család élt.
1897-ben a község Prahova megye Podgoria járásához tartozott és Sângeru, Butuci valamint Mireș falvakból állt, összesen 2095 lakossal. A község tulajdonában volt egy vízimalom, egy iskola valamint négy templom: kettő Sângeru-n, melyek közül az egyiket Alecu Văcărescu alapított 1816-ban, a másikat pedig Dumitrache Mârzescu 1723-ban, egy Mireșul faluban, melyet Anica Văcărescu és testvére Pană Băbeanu alapítottak 1851-ben, a negyedik templom pedig Butuci faluban állt.
1907. március 15-én néhány száz földműves gyűlt össze a községháza előtt, tiltakozásul a kizsákmányoló földhasználati szerződések miatt. Miután a szerződéseket megszerezték a községházáról és azokat széttépték, Sângeru és Lapoș településeken több földbirtokos házát is kifosztották. A kibontakozó felkelés leverésére a hadsereg gyalogos és lovas egységeit vezényelték a településre, akik végül 104 embert vettek őrizetbe. Ezzel megakadályozva a további lázongásokat. Az utókor a felkelők tiszteletére egy emlékművet emelt a községházával szemben.
A két világháború között a Prahova megyei Podgoria járáshoz tartozott, 2826 lakossal.
1950-ben közigazgatási átszervezés alapján, a Prahova-i régió Urlați rajonjához került, majd 1952-ben a Ploiești régió Mizil rajonjához csatolták.
1968-ban ismét megyerendszert vezettek be az országban, Tisa falva pedig ekkor került Sângeru irányítása alá, Apostolache községtől.

## Lakossága
A nemzetiségi megoszlás a következő:
| 2002     | 2002 | 2002   |
| -------- | ---- | ------ |
| Románok  | 4584 | 85,41% |
| Romák    | 783  | 14,58% |
| Összesen | 5367 | 100,0% |